# Венилия
Венилия (лат Venīlia) — древнеиталийская богиня моря, посылавшая благополучное плавание и возвращение домой; она считалась женой Нептуна (или Януса) и матерью Пилумна и Каненты. Вергилий называет ее матерью рутульского царя Турна, сестрой Аматы, женой Фавна. Богиня всех начинаний. Любительница танцев, красивой музыки и вина. Сильно ревновала Януса к первой жене, за что и была изгнана в мир смертных без памяти о прошлом.